# Erik Sparre (militär)
Erik Sparre, född 1682, död 1716 vid Stralsund, var en svensk major.
Han var son till överstelöjtnanten friherre Gabriel Sparre och Ingeborg Christina Ribbing. Sparre har av CM Carlander utpekats som upphovsman till ett miniatyrporträtt av Karl XII med påskriften Carl XII Rex Svecia pinxit Erico Sparre 1707 senare forskning av bland annat Asplund har stärkt dessa uppgifter. Men det finns en möjlig förväxlingsrisk med fältmarskalken Erik Sparre af Sundby som även han var verksam som konstdilettant. Miniatyrporträtt av Karl XII ingick tidigare i Hjalmar Wicanders miniatyrsamling men donerades vid Wicanders frånfälle till Nationalmuseum i Stockholm. 